# Leandro Martínez
Leandro Antonio Martínez (Buenos Aires, 15 ottobre 1989) è un calciatore argentino naturalizzato italiano, attaccante svincolato.

## Caratteristiche tecniche
Ala sinistra di grande spinta abile nel servire le punte e dal buon feeling con il gol, può essere utilizzato anche come trequartista.

## Carriera

### Club

#### Gli inizi in italia
Cresce calcisticamente nell'Argentinos Juniors, dopo un anno si trasferisce in Italia al Parma firmando un contratto quinquennale. Aggregato nella formazione Primavera, il 27 aprile 2008 debutta in Serie A a 18 anni subentrando ad Alessandro Lucarelli nella sconfitta subita per 2-1 contro la Reggina. La stagione successiva viene mandato in prestito alla Ternana per fargli fare esperienza, ma dopo soli sei mesi nel quale viene impiegato da mister Giorgini solamente tre volte in Coppa Italia Lega Pro segnando due reti fa ritorno a Parma il quale a sua volta lo gira nuovamente in prestito al Carpenedolo dove chiude la stagione con sei presenze e nessun gol. Il campionato seguente lo vede nuovamente in prestito questa volta al Südtirol: dopo solo cinque presenze, a gennaio 2010 torna nuovamente alla base venendo mandato in prestito agli svizzeri del Biaschesi, club militante nella terza serie elvetica, dove terminerà l'esperienza con 8 presenze e due reti segnate. Per il campionato seguente viene acquistato dall'AlbinoLeffe, squadra militante in Serie B, con cui firma un contratto biennale; esordisce nel secondo turno preliminare di Coppa Italia nella partita vinta 3-1 contro il Pescara. Nella prima stagione raccoglie 13 presenze segnando 2 reti, in quella successiva invece finisce fuori dai piani tecnici dei vari mister che si sono alternati alla guida della squadra ed al termine della stagione vede la propria squadra retrocede in Lega Pro in ultima posizione. La stagione 2012-13 lo vede scendere di categoria firmando con la Cremonese in Lega Pro; nel corso della stagione delude le attese raccogliendo in campionato solo 12 presenze senza mai segnare.

#### Gli anni in Ungheria
A gennaio 2013 viene acquistato dall'Honvéd, club di Budapest militante nella massima serie magiara; fa il suo esordio il 3 marzo nella sfida casalinga per 4-0 contro il Videoton mentre segna il suo primo gol il 7 aprile nel pareggio 2-2 contro il Debrecen. Nel corso della stagione sotto la guida del mister Marco Rossi si rivelerà un punto fisso dell'attacco ed insieme al compagno di reparto Davide Lanzafame saranno determinanti per la conquista del terzo posto finale in campionato, chiudendo la stagione con un bottino personale di 6 reti in 11 presenze. Per la stagione 2013-14 le ottime prestazioni viste nel campionato precedente convincono il Gyori ETO, club campione in carica d'Ungheria, a scommettere su di lui facendogli firmare un contratto triennale. Con la squadra dell'omonima città ungherese debutta il 13 luglio 2013 in Supercoppa d'Ungheria vincendo il trofeo con un netto 3-0 sul Debrecen; debutta anche nelle competizioni europee giocando i preliminari di Champions League contro gli israeliani del Maccabi Tel Aviv segnando il primo gol con la squadra verde-bianco già il 23 luglio nella partita di ritorno persa 2-1, mentre in campionato si sblocca già alla seconda giornata nel 2-2 contro l'Haladás. Chiude la sua prima stagione con un bilancio di 17 presenze e 4 reti, nella stagione successiva inizia il campionato con il club di Győr ma a gennaio 2015 dopo una stagione e mezza con un totale di 25 presenze e 6 reti si trasferisce sempre in Ungheria all'Haladás dove firma un contratto fino al 30 giugno 2018; fa il suo esordio con la sua nuova squadra il 28 febbraio nell'1-1 contro il Diósgyőr mentre per il suo primo gol bisogna attendere la giornata successiva nella sconfitta maturata per 2-1 contro il Pecs. Nel corso della stagione compone insieme a Tommaso Rocchi un attacco tutto italiano facendo guadagnare alla sua squadra una tranquilla salvezza mettendo a segno 6 reti in 10 presenze. La stagione successiva segna una sola rete in 17 partite giocate, mentre la squadra si piazza al quinto posto finale.

#### La parentesi lucchese e il ritorno in Ungheria
Per la stagione 2016-17 ritorna in Italia a distanza di quattro anni dall'ultima volta andando in prestito alla Lucchese, compagine di Lega Pro. Esordisce con la società rossonera già alla prima giornata di campionato nel pareggio interno contro il Piacenza, segna la sua prima ed unica rete nella vittoria per 4-0 sulla Lupa Roma firmando il quarto gol, ma a gennaio 2017 dopo 11 presenze ed un gol ritorna nuovamente in Ungheria accasandosi in prestito all'MTK Budapest con cui esordisce il 25 febbraio nella vittoriosa trasferta contro il Diósgyőr subentrando all'88º minuto a Yuri Kolomoets. Dopo 6 presenze non riesce ad evitare la retrocessione della squadra in NBII ritornando così all'Haladas, con la squadra di Szombathely resta fuori dai piani tecnici dell'allenatore e a causa dello scarso minutaggio appena 3 presenze tutte da subentrato negli ultimi minuti a dicembre 2017 rescinde il contratto con la squadra ungherese rimanendo svincolato.

#### Il ritorno in Italia
Dopo un breve periodo trascorso da svincolato dopo essersi allenato per alcune settimane con la squadra emiliana del Piccardo Traversetolo militante in Promozione firma un contratto fino al termine della stagione. Al termine del campionato grazie alla semifinale di coppa raggiunta aiuta la squadra con 9 presenze e 5 gol ad essere promossa in Eccellenza, nella successiva annata firma per i rivali del Felino militanti in Eccellenza rimanendo dunque sempre fuori dal calcio professionistico.
Nel luglio del 2021 si accasa al Colorno, squadra della provincia di Parma militante in Eccellenza, assieme al fratello Gonzalo. Il 29 ottobre successivo, svincolatosi dal Colorno, si accasa al Noceto, rimanendo nel parmense ma scendendo nel campionato di Promozione.

### Nazionale
In possesso della cittadinanza italiana, dal 2008 al 2009 ha fatto parte della Nazionale Italiana Under-20 allenata da Francesco Rocca partecipando al Mondiale Under-20 del 2009 disputatosi in Egitto dove gli Azzurrini hanno chiuso ai quarti di finale, totalizzando in tutto 3 presenze e nessun gol.

## Statistiche

### Presenze e reti nei club
Statistiche aggiornate al 7 ottobre 2021.
| Stagione            | Squadra               | Campionato         | Campionato | Campionato | Coppe nazionali | Coppe nazionali | Coppe nazionali | Coppe continentali | Coppe continentali | Coppe continentali | Altre coppe | Altre coppe | Altre coppe | Totale | Totale |
| Stagione            | Squadra               | Comp               | Pres       | Reti       | Comp            | Pres            | Reti            | Comp               | Pres               | Reti               | Comp        | Pres        | Reti        | Pres   | Reti   |
| ------------------- | --------------------- | ------------------ | ---------- | ---------- | --------------- | --------------- | --------------- | ------------------ | ------------------ | ------------------ | ----------- | ----------- | ----------- | ------ | ------ |
| 2007-2008           | Parma                 | A                  | 1          | 0          | CI              | -               | -               | -                  | -                  | -                  | -           | -           | -           | 1      | 0      |
| 2008-gen. 2009      | Ternana               | 1D                 | 0          | 0          | CI-LP           | 3               | 2               | -                  | -                  | -                  | -           | -           | -           | 3      | 2      |
| gen.-giu. 2009      | Carpenedolo           | 2D                 | 6          | 0          | CI-LP           | -               | -               | -                  | -                  | -                  | -           | -           | -           | 6      | 0      |
| 2009-gen. 2010      | Südtirol              | 2D                 | 5          | 0          | CI-LP           | 1               | 0               | -                  | -                  | -                  |             |             |             | 6      | 0      |
| gen.-giu. 2010      | Biaschesi             | 1L                 | 8          | 2          | CS              | -               | -               | -                  | -                  | -                  | -           | -           | -           | 8      | 2      |
| 2010-2011           | AlbinoLeffe           | B                  | 13         | 2          | CI              | 1               | 0               | -                  | -                  | -                  | -           | -           | -           | 14     | 2      |
| 2011-2012           | AlbinoLeffe           | B                  | 0          | 0          | CI              | 0               | 0               | -                  | -                  | -                  | -           | -           | -           | 0      | 0      |
| Totale AlbinoLeffe  | Totale AlbinoLeffe    | Totale AlbinoLeffe | 13         | 2          |                 | 1               | 0               |                    | -                  | -                  |             | -           | -           | 14     | 2      |
| 2012-gen. 2013      | Cremonese             | 1D                 | 12         | 0          | CI+CI-LP        | 2+4             | 0+1             | -                  | -                  | -                  | -           | -           | -           | 18     | 1      |
| gen.-giu. 2013      | Honvéd                | NBI                | 11         | 6          | MK+MLK          | 1+2             | 0+1             | UEL                | -                  | -                  | -           | -           | -           | 14     | 7      |
| 2013-2014           | Győri ETO             | NBI                | 17         | 4          | MK+MKL          | 3+5             | 0+3             | UCL                | 2                  | 1                  | MS          | 1           | 0           | 28     | 8      |
| 2014-gen. 2015      | Győri ETO             | NBI                | 8          | 2          | MK+MKL          | 2+7             | 0+3             | UEL                | 0                  | 0                  | -           | -           | -           | 17     | 5      |
| Totale Győri ETO    | Totale Győri ETO      | Totale Győri ETO   | 25         | 6          |                 | 17              | 6               |                    | 2                  | 1                  |             | 1           | 0           | 45     | 13     |
| gen.-giu. 2015      | Haladás               | NBI                | 10         | 6          | MK+MLK          | -               | -               | -                  | -                  | -                  | -           | -           | -           | 10     | 6      |
| 2015-2016           | Haladás               | NBI                | 17         | 1          | MK              | 2               | 0               | -                  | -                  | -                  | -           | -           | -           | 19     | 1      |
| 2016-gen. 2017      | Lucchese              | LP                 | 11         | 1          | CI-LP           | -               | -               | -                  | -                  | -                  | -           | -           | -           | 11     | 1      |
| gen.-giu. 2017      | MTK Budapest          | NBI                | 6          | 0          | MK              | -               | -               | UEL                | -                  | -                  | -           | -           | -           | 6      | 0      |
| lug.-dic. 2017      | Haladás               | NBI                | 3          | 0          | MK              | 2               | 0               | -                  | -                  | -                  | -           | -           | -           | 5      | 0      |
| Totale Haladás      | Totale Haladás        | Totale Haladás     | 30         | 7          |                 | 4               | 0               |                    | -                  | -                  |             | -           | -           | 34     | 7      |
| gen.-giu. 2018      | Piccardo Traversetolo | Prom.              | 6          | 1          | CI-Dil.         | 1               | 1               | -                  | -                  | -                  | -           | -           | -           | 7      | 2      |
| 2018-2019           | Felino                | Ecc.               | 5          | 4          | CI-Dil.         | 1               | 2               | -                  | -                  | -                  | -           | -           | -           | 10     | 6      |
| dic. 2020-giu. 2021 | Pro Vasto             | D                  | 21         | 5          | -               | -               | -               | -                  | -                  | -                  | -           | -           | -           | 21     | 5      |
| lug.-ott. 2021      | Colorno               | Ecc.               | 4          | 0          | CI-Dil.         | 2               | 1               | -                  | -                  | -                  | -           | -           | -           | 6      | 1      |
| ott. 2021-2022      | Noceto                | Prom.              | 2          | 1          | CI-Dil.         | -               | -               | -                  | -                  | -                  | -           | -           | -           | 6      | 1      |
| Totale carriera     | Totale carriera       | Totale carriera    | 166        | 35         |                 | 39              | 14              |                    | 2                  | 1                  |             | 1           | 0           | 208    | 50     |

## Palmarès

### Club

#### Competizioni
- Supercoppa d'Ungheria: 1

Győri ETO: 2013